# Der Goldfisch
Der Goldfisch ist ein französischer Stummfilm aus dem Jahre 1925 von Julien Duvivier mit Jean Coquelin in der Hauptrolle. Der Geschichte liegt der Roman L’abbé Constantin (1882) von Ludovic Halévy (1882) zugrunde, aus dem Hector Crémieux und Pierre Decourcelle fünf Jahre später ein Bühnenstück formten.

## Handlung
Der alte Constantin, der glaubensfeste Pfarrer des Örtchens Longueval, ist bestürzt, als er erfahren muss, dass das altehrwürdige Herrenhaus seiner Gemeinde mit all den dazugehörenden Liegenschaften, die große Teile des Orts umfassen, gerade an eine Amerikanerin verkauft wurde. Zu allem Überfluss soll diese Dame auch noch eine Protestantin sein! Jene Mrs. Scott ist jedoch eine reizende Dame, die von den ortsansässigen Männern umschwärmt ist, von denen sich allerdings einige durchaus als Mitgiftjäger, die in ihr nur einen „Goldfisch“ sehen, erweisen sollen. Bald muss der Pfarrer erkennen, dass Mrs. Scott, die mit ihrer jüngeren Schwester Bettina Percival anreiste, überaus sympathisch und sogar auch noch katholisch ist. Ihre Schlichtheit im Auftreten beeindruckt den gesamten Ort.
Mrs. Scott gedenkt, vor Ort weitgehend alles beim Alten zu belassen, sodass der konservative Gottesmann umsonst große Aufregung und Bedenken geschürt und in seinem Umfeld, bestehend aus der Dienerin Pauline, dem Herrenhaus-Gärtner Bernard und des Pfarrers Patenkind Jean Reynaud, für reichlich Unruhe gesorgt hatte. Jean versieht seinen Dienst als Leutnant der Kavallerie im benachbarten Dorf, und zwischen ihm und Bettina Percival entspinnen sich sogar romantische Gefühle. Auch erweisen sich die beiden US-Schwestern als sehr generös und helfen den Armen der Pfarrei, in dem sie großzügig spenden. Nach einem Missverständnis und einer falschen Zurückhaltung finden der französische Leutnant und seine amerikanische Liebe zueinander, und eine Verlobung kann gefeiert werden.

## Produktionsnotizen
L’Abbé Constantin entstand 1925 und wurde am 9. Oktober desselben Jahres uraufgeführt. Eine deutsche Premiere ist nicht überliefert, in Österreich lief der Film ab dem 7. Mai 1926 unter dem Titel Der Goldfisch an.

## Kritik
Paimann’s Filmlisten resümierte: „Die Vorzüge dieses Films sind die liebevolle Durcharbeitung des Details, die Kontinuität der Regie, die sympathische Besetzung aller Rollen und schöne Landschaftsbilder. Auch das Sujet ist sehr ansprechend, die Darstellung wirkungsvoll, die Photographie mit Ausnahme weniger Szenen auf der Höhe.“